# St. Heinrich (Mülhausen)

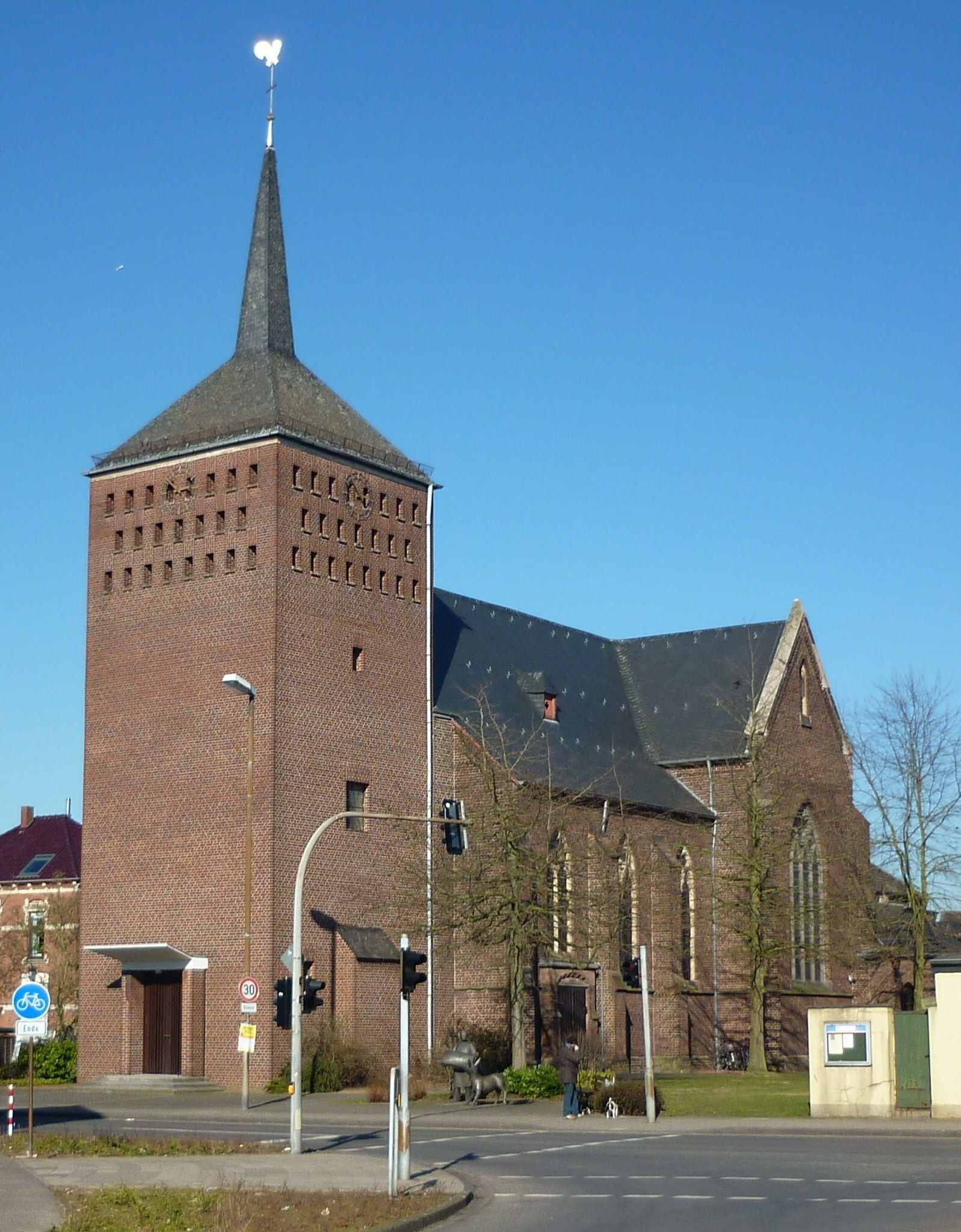
St. Heinrich in Mülhausen

St. Heinrich ist eine römisch-katholische Filialkirche in Mülhausen, einem Ortsteil der Gemeinde Grefrath im Kreis Viersen in Nordrhein-Westfalen.
Die Kirche gehört zur Pfarre St. Benedikt Grefrath im Bistum Aachen und steht unter dem Patronat des hl. Heinrich II.

## Geschichte
Mülhausen gehörte ursprünglich zur Pfarre St. Vitus Oedt und hatte erst seit Ende des 17. Jahrhunderts eine eigene Kapelle, in der seit 1699 die Heilige Messe gefeiert werden durfte. Seit 1729 fanden durch eine Stiftung auch Messen an Feiertagen in der Kapelle statt. Die Kapelle wurde schnell zu klein, weshalb die örtliche Bevölkerung sich seit dem 18. Jahrhundert um einen größeren Neubau bemühte. Aber erst Ende des 19. Jahrhunderts wurden die Planungen konkreter. 1898 gründete sich ein Sammelverein zugunsten einer neuen Kirche und noch im gleichen Jahr wurde der Pfarre Oedt ein Grundstück in Mülhausen geschenkt mit der Bedingung darauf eine Kirche zu erbauen. Daraufhin wurden die beiden Kölner Architekten Carl Rüdell und Richard Odenthal mit der Planung einer Kirche beauftragt. Beide hatten auch schon den Neubau der Oedter Kirche geplant, deren Pläne sie auch heranzogen. Dadurch glich der Entwurf jedoch sehr der Kirche St. Vitus (Oedt), weshalb die Pläne nicht genehmigt wurden. Architekt Andreas Schmitz aus Grefrath überarbeitete daraufhin die Pläne, die schließlich auch genehmigt wurden. Anfang 1900 wurde mit dem Bau der heutigen Kirche begonnen und war bereits im Oktober fertiggestellt. Die feierliche Kirchweihe erfolgte am 21. Oktober 1900. Die Kapelle des 17. Jahrhunderts wurde anschließend abgebrochen.
1950 wurde die Sakristei angebaut und 1953 bis 1954 der Glockenturm, beides nach Plänen von Architekt Alfons Leitl aus Rheydt.
Am 1. Oktober 1907 wurde Mülhausen zur Pfarrvikarie erhoben und am 1. April 1953 zur Pfarre. Die Pfarre wurde zum 1. Januar 2013 aufgelöst und mit den anderen ebenfalls aufgelösten Pfarreien Grefraths zur neuen Großpfarre St. Benedikt fusioniert. Pfarrkirche wurde St. Laurentius, St. Heinrich ist seitdem eine Filialkirche.

## Baubeschreibung
St. Heinrich ist eine dreischiffige und dreijochige Hallenkirche aus Backsteinen mit Querschiff und fünfseitig geschlossenem Chor im Stil der Neugotik und einem in Formen der Nachkriegsmoderne vorgebauten Glockenturm. Er enthält sechs Kirchenglocken:
| Glocke | Gießer                                                                       | Gussjahr | Durchmesser | Schlagton |
| ------ | ---------------------------------------------------------------------------- | -------- | ----------- | --------- |
| 1      | J. Feldmann u. G. Marschel, Glockengießerei Feldmann & Marschel, Münster     | 1958     | 1200 mm     | e‘        |
| 2      | H. G. H. Hüesker, Glockengießerei Petit & Gebr. Edelbrock, Gescher           | 1956     | 1030 mm     | g‘        |
| 3      | Albert Junker u. Bernard Edelbrock, Glockengießerei Heinrich Humpert, Brilon | 1950     | 910 mm      | a‘        |
| 4      | H. G. H. Hüesker, Glockengießerei Petit & Gebr. Edelbrock, Gescher           | 1923     | 815 mm      | h‘        |
| 5      | Albert Junker u. Bernard Edelbrock, Glockengießerei Heinrich Humpert, Brilon | 1950     | 640 mm      | d″        |
| 6      | Albert Junker u. Bernard Edelbrock, Glockengießerei Heinrich Humpert, Brilon | 1950     | 580 mm      | e″        |

## Ausstattung
Im Innenraum hat sich noch im Seitenchor noch ein Buntglasfenster aus der Bauzeit erhalten, es stellt die Geburt Christi dar und wurde 1907 von der Glasmalereiwerkstatt Wilhelm Derix angefertigt. Die restlichen Fenster sind um 1955 entstanden und Werke von Gustav Fünders. Fünders schuf ebenfalls das Mosaik in der Taufkapelle. 
Von der bauzeitlichen Ausstattung sind noch die hölzerne Kanzel, die Kirchenbänke, verschiedene Heiligenfiguren sowie ein Maria-Hilf-Altärchen vorhanden. 
Die Orgel schuf die Orgelbauwerkstatt Romanus Seifert & Sohn im Jahr 1992. Sie umfasst 14 Register auf zwei Manualen und Pedal.

## Pfarrer
Folgende Priester waren bis zur Auflösung der Pfarre Pfarrer an St. Heinrich:
| - 1930–1934 Julius Seeves - 1934–1936 Heinrich Koß - 1936–1939 Johannes Baumsteiger - 1940–1948 Julius Völl - 1948–1958 Bernhard Brück - 1958–1960 Wilhelm Baer | - 1960–1962 Kuno Zipp - 1962 P. Reiner van Kempen CSsR - 1962–1972 Johannes Schaath - 1973–1984 Herbert Großhoff - 1984–2011 Josef Frohn - 2011–2013 Johannes Quadflieg (Administrator) |